# Timalus
Timalus is een geslacht van vlinders van de familie spinneruilen (Erebidae), uit de onderfamilie Arctiinae.

## Soorten
- T. caeruleus Hampson, 1898
- T. clavipennis Butler, 1876
- T. leucomela Walker, 1856